# Lockhartia acuta
Lockhartia acuta är en orkidéart som först beskrevs av John Lindley, och fick sitt nu gällande namn av Heinrich Gustav Reichenbach. Lockhartia acuta ingår i släktet Lockhartia och familjen orkidéer. Inga underarter finns listade i Catalogue of Life.

## Bildgalleri

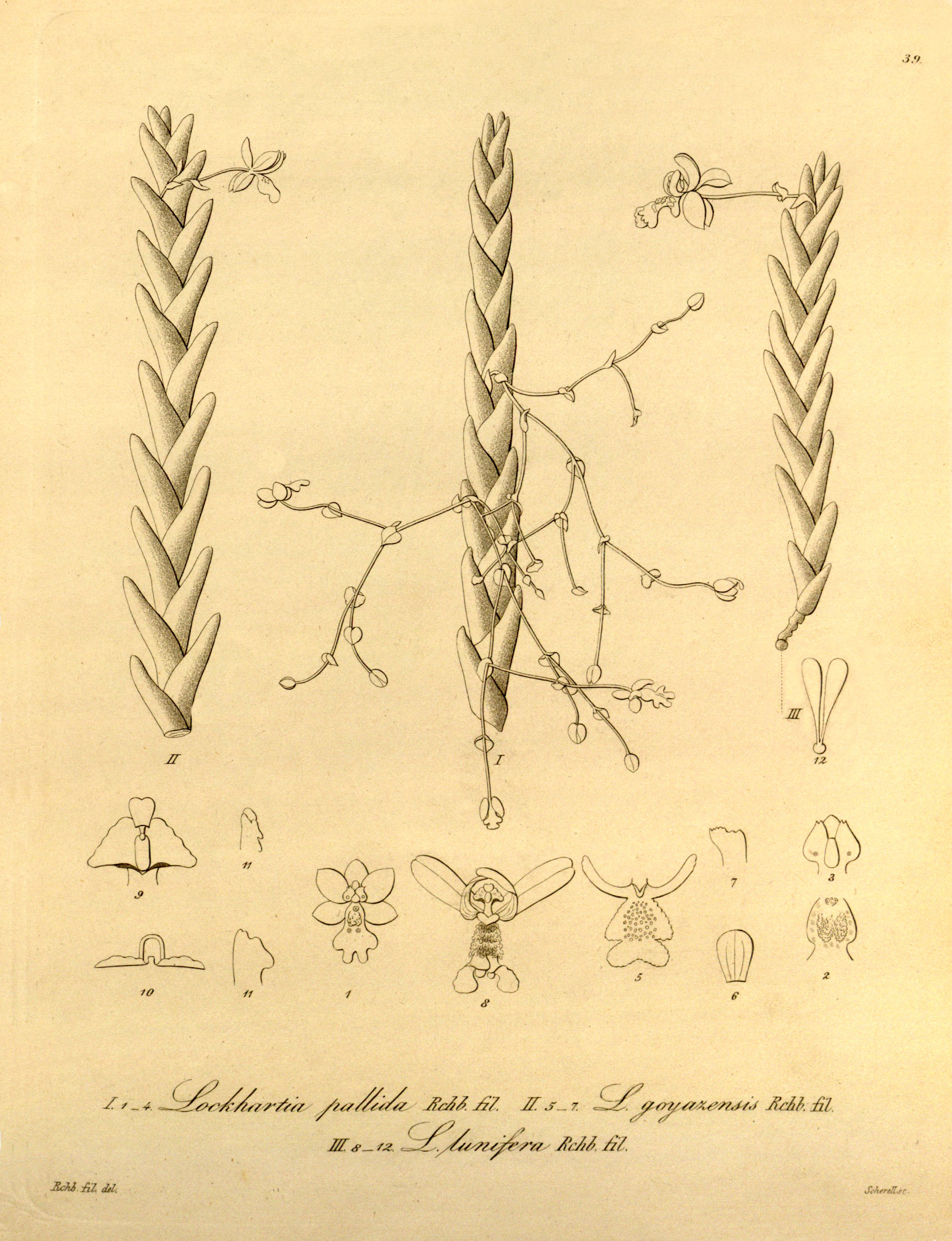